# Liste der Biografien/Trp
Liste der Biografien |
Portal Biografien |
Personensuche
# |
A |
B |
C |
D |
E |
F |
G |
H |
I |
J |
K |
L |
M |
N |
O |
P |
Q |
R |
S |
T |
U |
V |
W |
X |
Y |
Z |
?
 
Ta |
Tc |
Te |
Tf |
Tg |
Th |
Ti |
Tj |
Tk |
Tl |
Tm |
To |
Tq |
Tr |
Ts |
Tu |
Tv |
Tw |
Tx |
Ty |
Tz
 
Tra |
Trb |
Trc |
Trd |
Tre |
Trg |
Trh |
Tri |
Trj |
Trk |
Trm |
Trn |
Tro |
Trp |
Trs |
Trt |
Tru |
Try |
Trz
Die Liste der Biografien führt alle Personen auf, die in der deutschsprachigen Wikipedia einen Artikel haben. Dieses ist eine Teilliste mit 4 Einträgen von Personen, deren Namen mit den Buchstaben „Trp“ beginnt.

## Trp

### Trpc
- Trpčeski, Simon (* 1979), nordmazedonischer klassischer Pianist

### Trpi
- Trpimir I. († 864), kroatischer Fürst und Begründer der Trpimirović-Dynastie
- Trpimir II., König des kroatischen Königreichs

### Trpk
- Trpkovski, Zlatko (* 1976), deutscher Kfz-Mechaniker und Medienphänomen nordmazedonischer Abstammung